# Торрес-Торрес
Торрес-Торрес (валенс. Torres Torres, ісп. Torres Torres) — муніципалітет в Іспанії, у складі автономної спільноти Валенсія, у провінції Валенсія. Населення — 591 особа (2010).

## Географія
Муніципалітет розташований на відстані близько 300 км на схід від Мадрида, 29 км на північ від Валенсії.

## Демографія
Динаміка населення (INE ):

## Галерея зображень

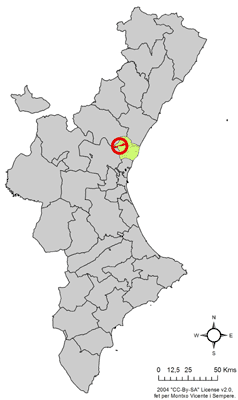
Розташування муніципалітету Торрес-Торрес у автономній спільноті Валенсія
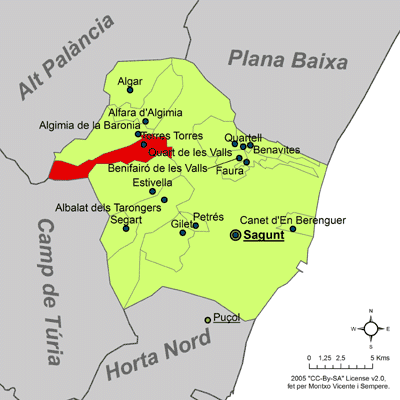
Розташування муніципалітету Торрес-Торрес у комарці Кампо-де-Морведре